# École de l'aviation de transport
L'école de l'aviation de transport 00.319 « Capitaine Jean Dartigues » (EAT 319) est une école d'application de l'Armée de l'air française basée à Avord, Cher. Elle forme les futurs équipages de transport avec l'Embraer EMB 121 Xingu.

## Historique

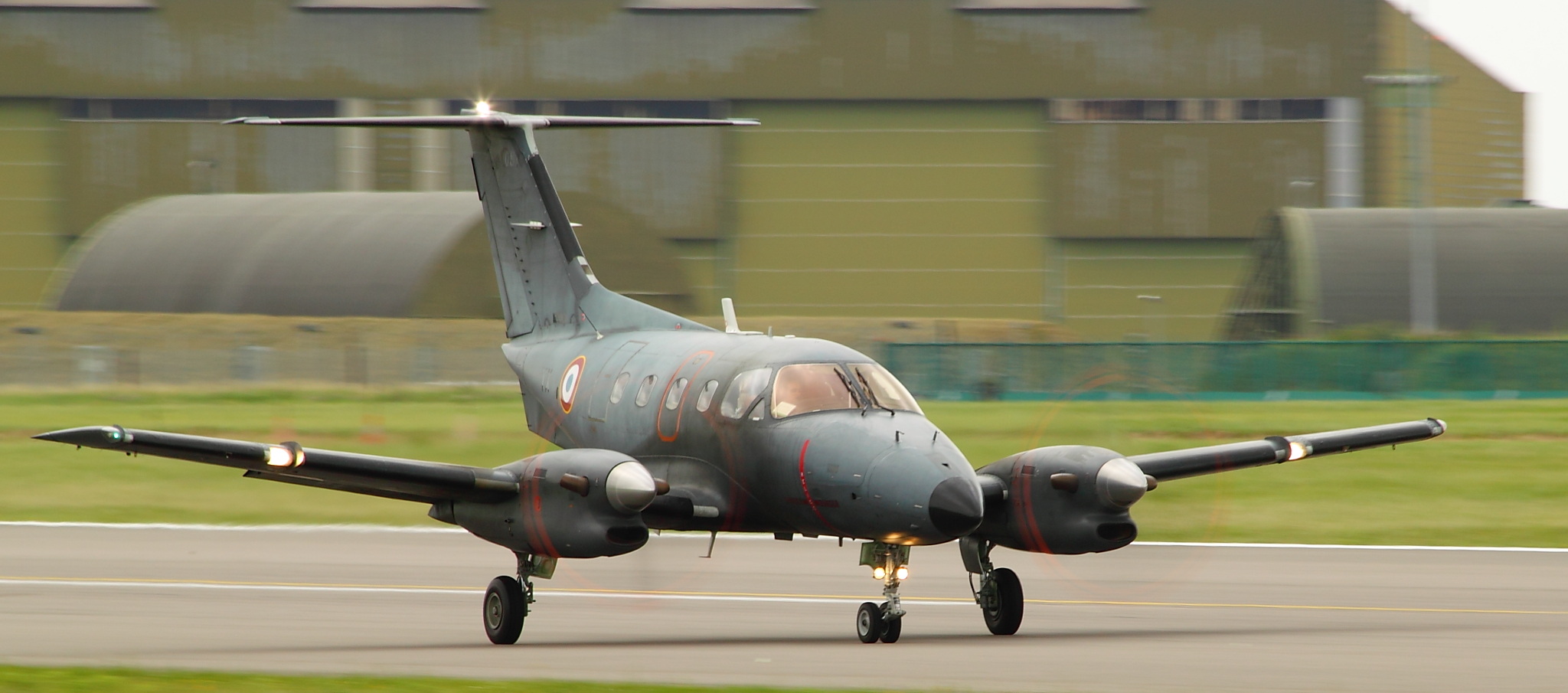
Un Xingu de l'école de l'aviation de transport à Avord.

Le 23 juillet 1912, l'école militaire d'aviation est créée à Avord. Équipée alors de Blériot XI et de biplaces Savary, elle est chargée de former les pilotes de l'aviation militaire. Elle reste à Avord jusqu'au début de la Seconde Guerre mondiale, où devant l'avance allemande, elle est évacuée à Châteauroux avant d'être dissoute.
L'école est re-créée en novembre 1945 à partir du centre d'entraînement aux vols en bimoteurs de Toulouse-Francazal, devenant l'école de transformation et de perfectionnement bimoteur (ETPBM). Elle est alors équipée de Cessna UC-78 Bobcat et de SNCAC NC.700/NC.701. Ils sont progressivement remplacés à partir de 1951 par des Dassault MD 312 Flamant.
L'école actuelle voit le jour en 1965 avec la naissance du Groupement école 319. À partir de 1983, les MD 312 sont progressivement remplacés par des Embaer EMB 121 Xingu. Les premiers élèves-pilotes formés avec le Xingu sont brevetés pilotes de transport en 1984. Elle devient le 1er août 1994, l'école de l'aviation de transport 00.319. 
À partir de septembre 1997, l'école assure aussi la formation des pilotes d'avion de patrouille maritime de la Marine nationale. Le 2 février 2001, l'école est officiellement baptisée « Capitaine Jean Dartigues, ».

## Missions
Après un passage soit à l'école de pilotage de l'Armée de l'air à Cognac soit à l'école de l'air de Salon-de-Provence, les élèves-pilotes de transport sont envoyés en école d'application au transport à Avord.
La formation dure quarante semaines. Les huit premières prodiguent de l'instruction au sol, à l'ensemble technique d'instruction spécialisé (ETIS). Les élèves reçoivent une instruction technique les formant à l'EMB 121 (description, fonctionnement, procédures d'utilisation et de maintenance), comprenant des exercices en simulateur. Ensuite pendant trente-deux semaines, les stagiaires sont spécialisés au pilotage d'avions de transport à l'escadron d'instruction en vol « Fourchambault ». Ils effectuent alors 125 h de vol couvrant différentes missions : manœuvres de base, approche par mauvaise visibilité, vol de nuit, navigation à basse altitude. Ils effectuent par ailleurs 78 h de simulateur et 90 h d'anglais.
L'EAT compte 47 moniteurs (dont des officiers de marine) et 130 mécaniciens pour l'entretien des appareils de l'école,.
L'école, en plus de former les pilotes d'avions de transport de l'Armée de l'air et de patrouille maritime de la Marine, réalise aussi la transformation de pilotes d'hélicoptère de l'ALAT sur avions de liaison légers. Elle reconvertit aussi des pilotes de chasse en pilotes de transport, pour des raisons médicales. Des stagiaires étrangers, principalement d'Afrique francophone sont formés à l'EAT.
Auparavant, une fois le cursus terminé, les pilotes de transport étaient dirigés vers le Centre d'instruction des équipages de transport de la base aérienne 101, de Toulouse-Francazal. Depuis sa fermeture en 2009, les pilotes achèvent leur formation initiale en escadron de transport. Ceux de la Marine nationale rejoignent le centre d'entraînement et d'instruction de Lann-Bihoué, à Lorient pour la phase de formation aux  missions maritimes ("navalisation").

## Avions
- 32 Embraer EMB-121 Xingu depuis 1983, dont 7 appartenant originellement à la Marine nationale[3].